# Norman Augustine
Pour les articles homonymes, voir Augustine.
Norman Ralph Augustine, né le 27 juillet 1935 à Denver, est un homme d'affaires américain. Ancien de l'université de Princeton et servant dans l'aéronautique et de l'astronautique, il a notamment travaillé pour Douglas Aircraft Company et a dirigé Lockheed Martin à la fin des années 1990. Il a également servi comme Sous-secrétaire à la défense (1975-1977).
Il est l'actuel responsable du Comité d'audit du programme spatial habité américain (Review of United States Human Space Flight Plans Committee ou HSF Committee) mieux connu sous le nom de Commission Augustine qui a provoqué la fin du programme Constellation.
Il est membre de l'Académie américaine des arts et des sciences et a reçu de nombreuses récompenses dont la National Medal of Technology and Innovation et la Distinguished Service Medal.